# Вернате (Тічино)
Вернате (італ. Vernate) — громада  в Швейцарії в кантоні Тічино, округ Лугано.

## Географія
Громада розташована на відстані близько 155 км на південний схід від Берна, 25 км на південний захід від Беллінцони.
Вернате має площу 1,5 км², з яких на 18,4% дозволяється будівництво (житлове та будівництво доріг), 5,3% використовуються в сільськогосподарських цілях, 74,3% зайнято лісами, 2% не є продуктивними (річки, льодовики або гори).

## Демографія
2019 року в громаді мешкало 583 особи (+7,4% порівняно з 2010 роком), іноземців було 18,2%. Густота населення становила 386 осіб/км².
За віковим діапазоном населення розподілялося таким чином: 18,9% — особи молодші 20 років, 64,2% — особи у віці 20—64 років, 17% — особи у віці 65 років та старші. Було 269 помешкань (у середньому 2,1 особи в помешканні).